# Тулијум
Тулијум (Tm, лат. thulium) је хемијски елемент из групе лантаноида са атомским бројем 69. Име је добио по речи Thule, античком називу за Скандинавију. Тулијум је заступљен у Земљиној кори у количини од 0,48 ppm. Најважнији минерали су: монацит  и 
Он је тринаести елемент по реду у серији лантаноида. Попут осталих лантаноида, његово најчешће оксидационо стање је +3, у којем се налази у својим оксидима, халидима и другим једињењима. У воденим растворима, попут једињења других лантаноида, његова растворљива једињења граде комплексе са девет молекула воде. Године 1879, шведски хемичар Пер Теодор Клеве одвојио је оксиде „ретке земље” ербије (ербијум(III) оксид) на две, претходно непознате, компоненте, које је назвао холмија (холмијум(III) оксид) и тулија (тулијум() оксид). Били су то оксиди елемената холмијума и тулијума. Релативно чисти узорак металног тулијума први пут је добијен 1911. године.
Тулијум је други најређи елемент међу лантаноидима, након прометијума, а на Земљи се може наћи само у траговима. Овај метал се врло лако обрађује, а има светли сребрено-сиви сјај. Релативно је мек, а изложен деловању кисеоника из ваздуха полако тамни. Упркос његове високе цене и реткости, тулијум се користи као извор радијације у преносним рендгенским уређајима те у неким ласерима чврстог стања. Нема значајније биолошке улоге и није претерано отрован.

## Историја
Тулијум је открио шведски хемичар Пер Теодор Клеве 1879. када је у смеши оксида ретких земних елемената тражио нечистоће (истим поступком Карл Густаф Мосандер је раније открио неке друге ретке земне елементе). Клеве је поступак започео уклањањем свих познатих загађивача у земљи ербији (односно 23). Након даљње обраде, добио је две нове супстанце: једну смеђу а другу зелену. Смеђа супстанца била је оксид елемента холмијума те јој је Клеве дао име холмија, док је зелена супстанца била оксид неког непознатог елемента. Тај оксид Клеве је назвао тулија, а њен елемент тулијум према Тули, називу који су Антички Грци дали Скандинавији (или можда Исланду). Ранији атомски симбол тулијума био је Tu, али је касније промењен у данашњи Tm.
Тулијум је био тако редак да га нико од првобитних истраживача није имао у довољној мери да би заиста могли видети зелену боју оксида; били су „задовољни” са спектроскопским посматрањима појачавања две карактеристичне апсорпцијске линије, у тренутку када је ербијум нагло уклоњен из смеше. Први научник који је добио готово чисти тулијум био је Чарлс Џејмс, британски исељеник који је претежно радио на Универзитету Њу Хемпшира у Дарам (САД). Џејмс је своје резултате истраживања објавио 1911. године, наводећи да је прочишћавање узорка вршио помоћу методе фракцијске кристализације броматима коју је сам развио. Навео је такође да му је било потребно 15.000 понављајућих операција како би постигао да материјал буде хомоген.

## Особине

### Физичке
Чисти метални тулијум има изразити сребрни сјај, који полако тамни ако се изложи ваздуху. Метал се може резати ножем, јер је веома мек, а тврдоћа по Мосу износи од 2 до 3. Лако се кује и извлачи у жице. Овај елемент показује феромагнетичне особине на температури испод 32 K, антиферомагнетичан је у распону од 32 до 56 K, а изнад 56 K је парамагнетичан. Тулијум има две основне алотропске модификације: тетрагоналну α-Tm и доста стабилнију хексагоналну β-Tm.

### Хемијске
Тулијум полако потамни у додиру с ваздухом, и лако сагорева при температури од око 150 ° градећи тулијум() оксид:
4 
Он релативно електропозитиван те споро реагује с хладном водом, док са врелом реагује веома брзо градећи тулијум-хидроксид:
2  (ч) + 6  (т) → 2 3 (т) + 3 2 (г)
Овај метал реагује са свим халогеним елементима. Реакције су врло споре на собној температури, али су бурне на температурама изнад 200 °:
2  (ч) + 3 2 (г) → 2 3 (ч) (бео)
2  (ч) + 3 2 (г) → 2 3 (ч) (жут)
2  (ч) + 3 2 (г) → 2 3 (ч) (бео)
2  (ч) + 3 2 (г) → 2 3 (ч) (жут)
(ч) - чврсто; (т) - течно; (г) - гасовито агрегатно стање
Тулијум се лако раствара у разблаженој сумпорној киселини градећи растворе који садрже светлозелене јоне Tm(III), који постоје у виду комплекса [2)9]3+:
2  (ч) + 3  (т) → 2 3+ (т) + 3 SO2−
4 (т) + 3 2 (г)
Овај метал реагује са разним металима и неметалима градећи низ бинарних једињења, као што су  и TmB12. У тим једињењима, тулијум има валентне бројеве +2 и +3, мада му је стање +3 најчешће те једино стање које је запажено у његовим растворима. У растворима тулијум постоји у виду 3+ јона. У том стању, јон је окружен са девет молекула воде. Јони Tm3+ показују светлоплаву луминесценцију.
Једини познати оксид тулијума је . Овај оксид се понекад назива и тулија. Црвено-ружичаста једињења тулијума(II) могу се добити редукцијом једињења тулијума(III). Примери једињења тулијума(II) укључују, између осталих, халиде (осим флуорида). Нека хидратизована једињења тулијума, попут  и 3· су зелене или зелено-беле боје. Тулијум-дихлорид врло бурно реагује с водом. Овом реакцијом настају гасовити водоник и тулијум хидроксид (Tm(OH)3) дајући црвенкасту боју која постепено бледи. Комбинација тулијума и халкогена даје његове халкогениде.
Тулијум реагује са хлороводиком истискујући из њега гасовити водоник, а преостаје тулијум хлорид. Са азотном киселином даје тулијум-нитрат.

### Изотопи
Изотопи тулијума крећу се у распону од 145 до 179. Основни начин распада изотопа лакших од најраспрострањенијег стабилног изотопа 169Tm јесте електронски захват, док се тежи изотопи углавном распадају бета распадом. Основни производ распада лакших од изотопа 169 су изотопи елемента 68 (ербијум), а основни производи распада тежих су изотопи елемента 70 (итербијум).
Тулијум-169 је најраспрострањенији и најдуже живући изотоп овог елемента. Он је такође и једини изотоп за који се сматра да је стабилан, иако постоје теоретске претпоставке да се и он распада алфа распадом на холмијум-165 али уз веома дуго време полураспада. Након њега, најдуже живући изотопи су тулијум-171, чије време полураспада износи 1,92 године, те тулијум-170 са временом полураспада од 128,6 дана. Већина осталих изотопа има времена полураспада од неколико минута или краће. До данас је познато 35 изотопа и 26 нуклеарних изомера тулијума. Већина изотопа тулијума чије су атомске масе мање од 169 распадају се путем електронског захвата или емисије позитрона, мада неки од њих показују значајне алфа распада или емисију протона. Тежи изотопи се распадају бета-минус распадом.

## Распрострањеност
Он се сматра једним од најмање распрострањених лантаноида на Земљи, изузев прометијума. Овај елемент никад није пронађен у природи у свом чистом облику. У малим количинама нађен је у минералима заједно са другим ретким земљама. Тулијум се често јавља са минералима који садрже итријум и гадолинијум. Нарочито често се јавља у минералу гадолиниту. Осим њега, тулијума има и у минералима монациту, ксенотиму и еуксениту. Његов удео у Земљиној кори износи 0,5 mg/kg по тежини и 50 делова на милијарду по молу. Тулијума има приближно 0,5 делова на милион у земљишту, мада се та вредност креће у распону од 0,4 до 0,8 делова на милион (ppm).
Тулијум сачињава 250 делова на квадрилион морске воде. У Сунчевом систему, тулијум постоји у концентрацијама од око 200 делова на трилион по тежини односно 1 део на трилион по молу. Руда тулијума највише има у Кини. Осим Кине, Аустралија, Бразил, Гренланд, Индија, Танзанија и САД такође имају веће залихе руда тулијума. Укупне резерве тулијума процењују се на око 100 хиљада тона.